# Sporniak (Poniatowa)
Sporniak – część miasta Poniatowa w Polsce położona w województwie lubelskim, w powiecie opolskim. Leży w centralnej części miasta, wzdłuż środkowego odcinka ulicy Kraczewickiej.
Współczesne, nowoczesne centrum Poniatowej wyrosło na terenie dawnej wsi Sporniak.

## Historia
Sporniak to dawna kolonia. W latach 1867–1954 należała do gminy Karczmiska w powiecie nowoaleksandryjskim / puławskim, początkowo w guberni lubelskiej, a od 1919 w woj. lubelskim. Tam 14 października 1933 weszły w skład gromady o nazwie Kraczewskie Młynki w gminie Karczmiska, składającej się ze wsi Kraczewskie Młynki, wsi Kraczewice Rządowe, kolonii Sporniak, kolonii Kraczewskie oraz kolonii Młynki Kraczewskie. Następnie gromadę Kraczewskie Młynki przemianowano na Kraczewice Rządowe.
Podczas II wojny światowej Sporniak włączono do Generalnego Gubernatorstwa (dystrykt lubelski, Kreis Pulawy). W 1943 roku liczba mieszkańców Dorfgemeinde Kraczewice Prywatne wynosiła 1018. Po wojnie ponownie w województwie lubelskim, już jako samodzielna gromada Sporniak, jedna z 31 gromad gminy Karczmiska w powiecie puławskm.
W związku z reformą znoszącą gminy jesienią 1954 roku, Sporniak włączono do nowo utworzonej gromady Poniatowa. 13 listopada 1954 gromada Poniatowa weszła w skład nowo utworzonego powiatu opolsko-lubelskiego w tymże województwie.
1 stycznia 1956 gromadę Poniatowa zniesiono w związku z nadaniem jej statusu osiedla, przez co Sporniak stał się integralną częścią Poniatowej. 18 lipca 1962 Poniatowa otrzymała prawa miejskie, w związku z czym Sporniak stał się obszarem miejskim.